# Karl Peinkofer
Karl Peinkofer (* 10. April 1916 in München; † unbekannt) war ein deutscher klassischer Schlagzeuger, Paukist und Musikpädagoge.

## Leben und Werk
Karl Peinkofer studierte von 1932 bis 1937 an der Staatlichen Akademie der Tonkunst in München Klavier, Violine und Schlagzeug.
1945 trat er als 1. Schlagzeuger in das Bayerische Staatsorchester ein. 1968 erhielt er einen Lehrauftrag für Schlaginstrumente an der Staatlichen Hochschule für Musik in München.
Peinkofer trat vor allen Dingen in Konzerten und Produktionen für Rundfunk, Fernsehen und die Schallplattenindustrie als Solist für Neue Musik hervor.
Er veröffentlichte zusammen mit Fritz Tannigel das Handbuch des Schlagzeugs (Mainz 1969).